# Findling
Le  findling  est un cépage de cuve allemand de raisins blancs.

## Origine et répartition géographique
Le cépage est une mutation du cépage Müller-Thurgau observé par Franz Kimmig à Oberkirch en 1971. Le cépage est autorisé dans de nombreux Länder en Allemagne. Le cépage est peu multiplié et la superficie plantée est de 40 hectares en 2001.

## Aptitudes culturales
La maturité est de première époque moyenne: 7 - 8  jours après  le chasselas.

## Potentiel technologique
Le cépage donne des vins blancs moins aromatiques que ceux du Müller-Thurgau et qui vieillissent plus vite.
Le findling possède une croissance et un taux d’alcool plus faible que le Müller-Thurgau, ce qui explique, que le cépage n’a pas de succès.

## Synonymes
non connu